# Edoardo Ripoll Diego
Edoardo Ripoll Diego C.M.F., in spagnolo Eduardo Ripoll Diego (Jàtiva, 9 gennaio 1912 – Barbastro, 15 agosto 1936), è stato un religioso spagnolo, martirizzato a Barbastro durante la Guerra civile spagnola e venerato come beato dalla Chiesa cattolica.

## Biografia
Nacque a Jàtiva nella comunità Valenciana il 9 gennaio 1912. Fu chierichetto nella chiesa di sant'Agostino, retta dai padri claretiani. Entrò nel seminario di Alagón, quindi si trasferì a Cervera. Vestì l'abito religioso e trascorse l'anno di prova del noviziato a Vic, dove è sepolto il fondatore dell'Ordine dei padri clarettiani sant'Antonio María Claret. Prese i voti il 15 agosto del 1929. Non poteva contenere la sua gioia per la scelta che aveva compiuto. Ad un confratello scriveva il 6 marzo 1936:
Il 25 giugno 1936 scrive ad un confratello, il padre Juan Montés:
(Tullio Vinci, Martiri Clarettiani di Barbastro, p. 212)
Nel luglio del 1936, allo scoppio della guerra civile, il seminario venne assaltato e perquisito dalle milizie anarchiche per cercare delle armi. Insieme agli altri seminaristi Edoardo venne arrestato e rinchiuso nel salone degli Scolopi. Firmò la lettera di offerta alla Congregazione con queste parole:
(Edoardo Ripoll Diego, Firma sulla lettera di offerta alla Congregazione)
Alla vigilia della morte affida ad una pagina del breviario il suo testamento spirituale:
Fu fucilato nelle prime ore del 15 agosto poco fuori dalla città. I loro corpi sono stati gettati in una fossa comune.

## Culto

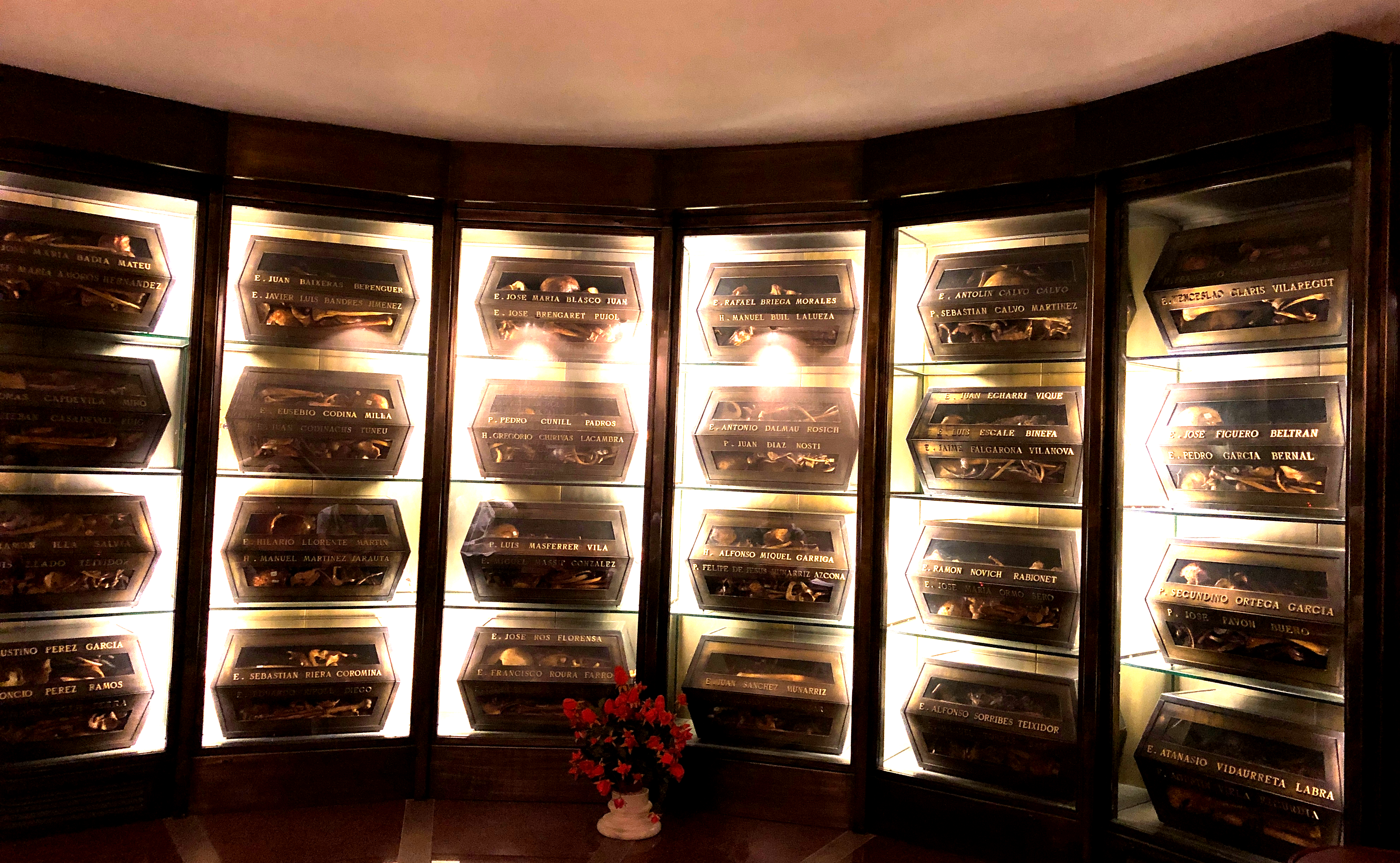
Cripta ubicata sotto all'altare della chiesa annessa al museo dei martiri Claretiani di Barbastro

Dopo la guerra i resti dei martiri furono riesumati dalle fosse comune e, grazie a delle medagliette metalliche cucite sulle loro tonache, è stato possibile risalire ai nomi delle singole persone. I resti sono composti in teche e si possono oggi venerare nella cripta della chiesa annessa al museo.
Il 20 maggio 1947 nella diocesi di Barbastro si aprì il processo informativo circa il martirio che si chiuse il 23 settembre 1949. L’8 febbraio 1961, invece, fu promulgato il Decreto sugli scritti. La dichiarazione di validità del processo, con Decreto del 9 febbraio 1990, portò alla trasmissione della “Positio super martyrio” alla Congregazione delle Cause dei Santi nello stesso anno.
A seguito della riunione della commissione teologica che si tenne il 4 febbraio 1992 e di quella dei cardinali e vescovi della Congregazione si arrivò, il 7 marzo 1992, alla promulgazione del Decreto sul martirio. La beatificazione avvenne a Roma, ad opera di Giovanni Paolo II, il 25 ottobre 1992. 
La Chiesa cattolica lo ricorda il 15 agosto.
Nel 2013 è uscito un film sulla vicenda intitolato Un Dio vietato per la regia di Pablo Moreno.